# Джигіт завжди джигіт
«Джигіт завжди джигіт» — радянський художній фільм 1985 року, знятий режисером Мередом Атахановим на кіностудії «Туркменфільм».

## Сюжет
В основі сюжету — протиборство двох, по-своєму правих, сторін: молодого голови колгоспу Джепбара, який мріє перебудувати селище «на новий лад», і старійшин, які не бажають розлучатися з багаторічною чинарою, красою та гордістю аулу.

## У ролях
- Альберт Атаханов — Джепбар Байрамович, голова
- Артик Джаллиєв — Алов-ага, голова старійшин (дублював А. Карапетян)
- Аман Одаєв — Меред, старий-коняр
- Курбан Кельджаєв — Назар, старий-бухгалтер
- Алтин Отузова — Марал, онука Мереда (дублювала Т. Божок)
- Чари Ходжанов — Ата, онук Назара
- Атагельди Нурмамедов — Петілла, ювелір
- Мурад Ніязов — Нунна, старий-кухар
- Люсьєна Овчинникова — Анна Петрівна, головлікар профілакторію
- Ходжаберди Нарлієв — Дурди, помічник голови колгоспу
- Б. Караєва — Хатіджа, трактористка
- Алтин Ходжаєва — Айгуль, наречена голови
- Ягшимурад Акиєв — Нурі, наречений Хатіджи
- Аширмухамед Ішанкулієв — Сапар, член керівництва колгоспу
- Шукур Кулієв — Шукур, старий
- Сапар Нурназаров — Селім, старий
- Антоніна Рустамова — член керівництва колгоспу
- Піркулі Атаєв — епізод
- А. Джумадурдиєва — епізод
- Аннамурад Сапармухаммедов — епізод
- Бердимурад Бердиєв — вчитель співу
- М. Назарова — епізод
- Айсалтан Бердиєва — похила колгоспниця
- К. Хаджиєв — епізод
- Н. Атаханова — епізод
- А. Атаханов — епізод
- Бяшим Атаханов — епізод
- Сарри Карриєв — старий в профілакторії
- А. Мухаметназаров — епізод
- Бен Ісаков — перукар
- Імамберди Суханов — Шукур, будівельник

## Знімальна група
- Режисер — Меред Атаханов
- Сценаристи — Байрам Абдуллаєв, Аркадій Інін
- Оператор — Анатолій Карпухін
- Композитор — Олексій Мажуков
- Художник — Гусейн Гусейнов